# Philipp Schäfer (Theologe)
Philipp Schäfer (* 19. Juli 1934 in Wendelsheim bei Rottenburg; † 17. Juli 2002 in Passau) war ein deutscher katholischer Theologe.
Schäfer wurde 1960 zum Priester geweiht. Anschließend folgten Lehrtätigkeiten an der Universität München, der Philosophisch-Theologischen Hochschule Königstein und danach in Fulda. Im Jahr 1980 kam er zur Universität Passau, wo er bis 2001 den Lehrstuhl für Dogmatik und Dogmengeschichte an der Katholisch-Theologischen Fakultät innehatte. Von 1986 bis 1987 war er auch der Dekan der Fakultät. Schäfer veröffentlichte zahlreiche Schriften zur Eucharistie und zum Bußsakrament. Schäfer starb 2002 nach einer schweren Krankheit.
Schäfer verfasste zahlreiche Artikel im Biographisch-Bibliographischen Kirchenlexikon (BBKL).